# Carlos Aboim Inglez
Carlos Aboim Inglez (Lisboa, 5 de janeiro de 1930 — Lisboa, 13 de fevereiro de 2002) foi um político e intelectual comunista revolucionário e antifascista português, militante e dirigente do PCP.

## Biografia
Entrou no partido apenas com 16 anos, em 1946. Preocupou-se, nos últimos anos de vida, sobre o tema da globalização, sob uma perspetiva marxista, articulando-a com a noção de fases na mundialização do capitalismo e a noção de imperialismo.

### Vida na clandestinidade
Em 1953, com 23 anos, torna-se funcionário do PCP, o que significava, nessa altura, e durante mais de duas décadas ainda, passar à clandestinidade, algo que viveu com a sua mulher Maria Adelaide Aboim Inglez. Esteve preso durante o regime do Estado Novo, altura em que tentou traduzir a "Fenomenologia do Espírito" de Hegel, tendo ficado pela "Introdução".

### Escrita
Poeta, mostrou grande interesse pela poesia portuguesa, como se nota no facto de incluir várias notas sobre poesia no jornal comunista "Avante!", como a respeito de Sá de Miranda, Camões ou Gil Vicente. Interessava-o as relações entre o pensamento materialista e a controvérsia medieval entre o realismo e nominalismo.

### Falecimento
Quando morreu, pediu para ser cremado ao som do Coro dos Escravos da Ópera Nabucco, de Verdi.

### Homenagem
A Câmara Municipal de Lisboa prestou-lhe a sua homenagem ao atribuir o seu nome a uma rua na freguesia da Charneca, no Alto do Lumiar.

## Obras publicadas
- Soma pouca:  poesia (2003)[3]